# Sorghum (graansoort)
Sorghum is een graansoort, de vrucht van grote sorgo (Sorghum bicolor, kafferkoren). Het graan wordt vooral als sorghum (de Engelse handelsnaam) verhandeld. De verouderde naam kafferkoren is afgeleid van kaffer, een scheldnaam voor een lid van de Bantoevolken in Zuid-Afrika.
Alternatieve benamingen zijn grote gierst en guinees koren in West-Afrika; dura in Soedan, mtama in Oost-Afrika, jowar in India en kaoliang in China.

## Geschiedenis
Toussaint-Samat vermeldt sorghum op de archeologische vindplaats Banpo in Noord-China, gedateerd rond 4500 v.Chr.
Sorghum bicolor werd rond 3000 v.Chr. gedomesticeerd in Ethiopië en heeft zich van daaruit verspreid over heel Afrika. Ongeveer 2000 v.Chr. werd sorghum ook verbouwd in Centraal-India.
Er bestaan documenten die het verbouwen van sorghum vermelden in het Assyrische Rijk rond 700 v.Chr. Rond 200 v.Chr. wordt het verspreid over Oost-Afrika vanuit Ethiopië. Ook in de loop van het eerste millennium v.Chr. werd sorghum van Oost-Afrika naar Indië uitgevoerd via Zuid-Arabië.
In Egypte werd ze als cultuurplant belangrijk vanaf de vroeg-islamitische tijd.
Waarschijnlijk raakte de plant in Europa vanuit Azië. In de Europese botanische literatuur duikt de eerste vermelding in 1542 op met de Indische naam Sorghi. De oversteek naar Amerika, te beginnen met het Caraïbische gebied, werd begin 17de eeuw gemaakt als onderdeel van de trans-Atlantische driehoekshandel met de bedoeling suiker te produceren. Ook nu nog zijn de Verenigde Staten de grootste producent ter wereld, voornamelijk  om mais te vervangen als veevoer.

## Gebruik
De plant is droogte-tolerant en is vooral belangrijk voor semi-aride (droge) gebieden. Het "zaad" (botanisch gezien graanvruchten) wordt gebruikt als voedsel, veevoer en voor de productie van alcoholische dranken (Kafirbier). Het is een belangrijk voedselgewas in Afrika, Centraal-Amerika en Zuid-Azië en staat op de vijfde plaats van de verbouwde granen.
Sorghum wordt vooral gekweekt door zelfvoorzienende boeren in steppegebieden van Afrika en Azië. De financiële opbrengst van eventuele overschotten lijdt onder schommelende marktprijzen.
Sinds de jaren 1970 wordt het gebruik van sorghum als bron van bio-energie onderzocht. Het gaat hier om een aantal variëteiten met de verzamelnaam zoete sorgo waarvan het sap 16-18% fermenteerbare suikers bevat, die door gisting rechtstreeks in ethanol kunnen worden omgezet. De belangrijkste technische hinderpalen zijn de korte oogsttijd en de relatief snelle degradatie tijdens de opslag. De aanwezigheid van reducerende suikers en invertsuiker maakt het sap minder geschikt voor de productie van tafelsuiker of van jaggery. Uit het sap wordt ongeveer 9% alcohol gehaald.

## Botanische beschrijving
Sorghum bicolor is een eenjarig gewas dat afhankelijk van het ras 0,6–5 m hoog kan worden. De stengel kan van vijf tot meer dan dertig mm dik worden. De bladeren lijken op die van mais maar zijn korter en breder. De bladeren zijn glad en met een waslaag bedekt. De pluim is gewoonlijk compact bij de graansorghums en meer open bij de voedertypen. Aan een pluim kunnen tot 6000 aartjes zitten. Bij sommige typen worden de kafjes door dorsen verwijderd, maar bij andere moeten de korrels zoals bij haver gepeld worden. Ook is er verschil in uitstoeling (vorming van zijscheuten) tussen de verschillende typen. De graanvruchten kunnen wit, geel, rood of bruin van kleur zijn. In 1 gram graansorghum zitten 25 tot 62 zaden en bij grassorghum 120 tot 159. De zaden zijn vrij rijk aan vitamine B.

## Voedingswaarde

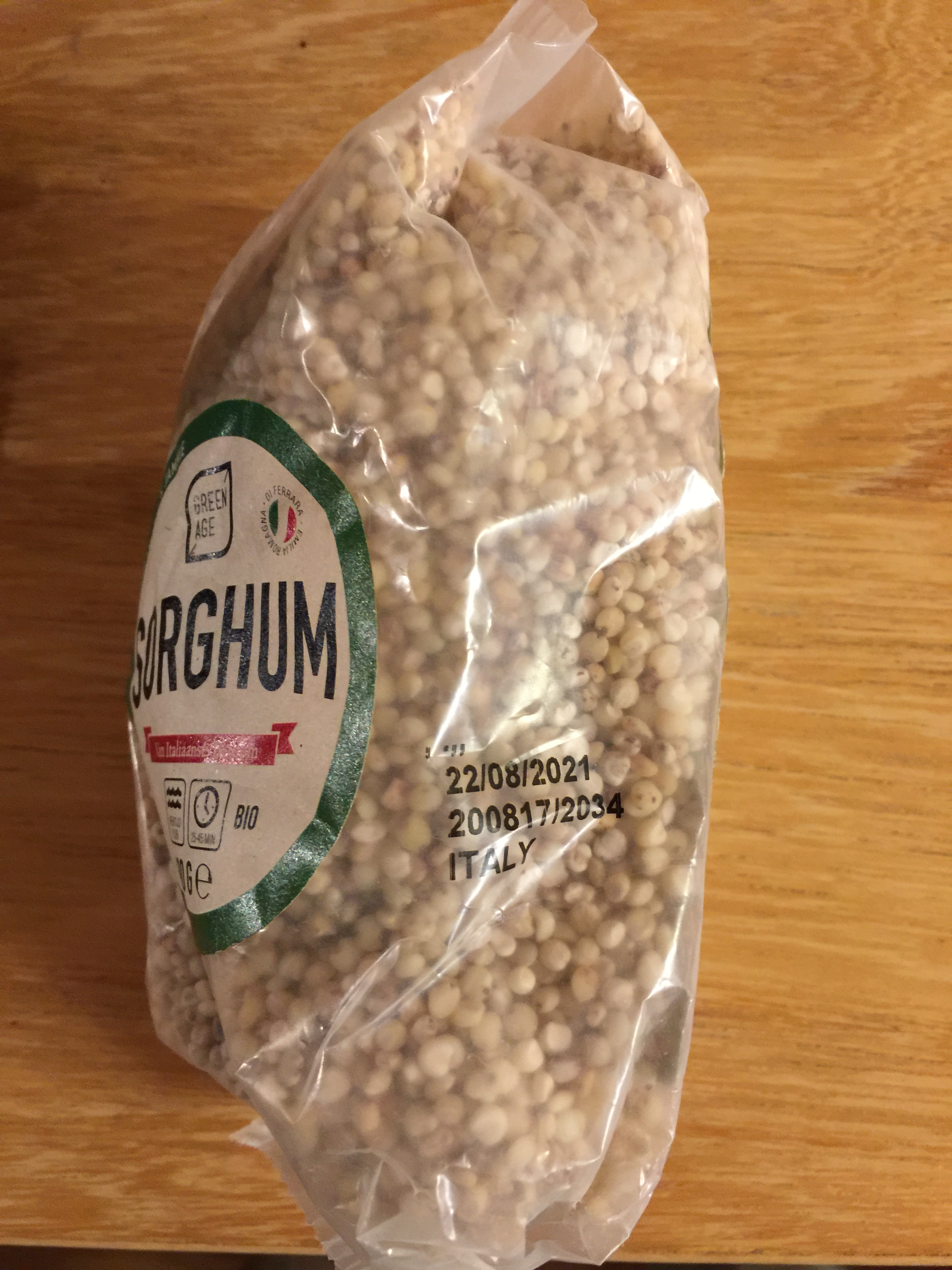
Verpakte sorghum

Sorghum heeft een hogere voedingswaarde dan andere zetmeelrijke granen zoals rijst en tarwe. Het bevat 4,4-21,1% proteïnen, 2,1-7,6% vet, 1,0-3,4% vezel, 57,0-80,6% koolhydraten waarvan 55,6-75,2% zetmeel, 11–586 mg/100 g calcium, 167–751 mg/100 g fosfor en 0,9–20 mg/100g ijzer. Daarnaast heeft het een hoog gehalte aan polyfenolen, tot 6% (massa) afhankelijk van de variëteit. Sorghum is glutenvrij.

## Genetica
Sorgo is nauw verwant aan maïs, ondanks het feit dat sorgo van Afrikaanse oorsprong is, en maïs Amerikaans. Ze behoren allebei tot de onderfamilie Andropogoneae. Beide zijn diploïde met tien chromosomen; sorgo heeft echter een betrekkelijk klein genoom met ongeveer 730 miljoen basenparen, terwijl maïs er ongeveer 2300 miljoen heeft.
Sorghum bicolor heeft verschillende ondersoorten, maar alle gekweekte sorgo behoort tot de ondersoort bicolor. Zelfs tussen gekweekte sorgo's bestaat een zeer grote genetische verscheidenheid, waarbij genen vrijuit circuleren tussen de gekweekte soort en zijn wilde verwanten. Een eenvoudige classificatie van gekweekte sorgo onderscheidt vijf morfologisch verschillende rassen: bicolor, kafir, caudatum, durra en guinea; ze hebben hun type behouden door etnologische isolatie. Kafir, caudatum en durra verschillen onderling door ongeveer 2,8 miljoen enkel-nucleotide-polymorfismen en 0,27 miljoen toevoegingen of verwijderingen. Er bestaan ook tien stabiele hybride rassen, zoals guinea-caudatum.
Bij het veredelen van voedingsgewassen is een van de technische problemen het verkrijgen van een homozygotische populatie van een nieuwe hybride met een gewenste eigenschap. Traditioneel vereist dit een relatief langzaam en duur proces middels vele generaties van zelfbestuiving. Een moderne techniek is het gebruik van verdubbelde haploïdie: door brede kruising of door in vitro technieken worden een beperkt aantal haploïde exemplaren geproduceerd, waarna met chemische middelen de mitose wordt afgeremd om het aantal chromosomen te verdubbelen. Het resultaat is een exemplaar waarvan de chromosomenparen genetisch identiek zijn. De bruikbaarheid van deze techniek voor maïs was al sinds de jaren 1950 bewezen, maar pas in 2019 slaagden onderzoekers van de landbouwdivisie van DowDuPont erin, twee lijnen  van sorghum te isoleren, die 1-2% haploïden geven.

## Cultivars in het geslachtSorghum
Voor zover Sorghum-soorten commercieel gebruikt worden zijn ze in te delen in vier groepen:
- graansorghums (waaronder sorghum bicolor) worden gebruikt als een soort rijst of gemalen tot meel.
- grassorghums voor beweiding en hooiwinning
- zoete sorghums ("Guinea corn") voor de productie van siropen en suiker. Zoete sorghum kan tot 10% suiker bevatten.
- bezemsorghums voor de productie van bezems en borstels.

Sorghum bevat vooral in het vegetatieve stadium naast blauwzuur ook het alkaloïde hordenine. In hooi en kuilvoer komt geen blauwzuur meer voor.
Graansorghum brengt 200–6000 kg/ha op. Grassorghum kan 40-70 ton verse massa per ha opbrengen.

## Wereldwijde productie
| Topproducenten van sorghum 2018 | Topproducenten van sorghum 2018 |
| Land                            | Productie (ton)                 |
| ------------------------------- | ------------------------------- |
| Verenigde Staten                | 9.271.070                       |
| Nigeria                         | 6.862.343                       |
| Soedan                          | 4.953.000                       |
| Ethiopië                        | 4.932.408                       |
| India                           | 4.800.000                       |
| Mexico                          | 4.531.097                       |
| Brazilië                        | 2.272.939                       |
| China                           | 2.192.032                       |
| Niger                           | 2.100.190                       |
| Burkina Faso                    | 1.929.834                       |
| Argentinië                      | 1.563.445                       |
| Mali                            | 1.469.688                       |
| Kameroen                        | 1.416.116                       |
| Australië                       | 1.257.219                       |
| Bolivia                         | 1.023.314                       |

De jaarproductie van de Europese Unie bedroeg in 2020 naar schatting 1.236.000 ton op een areaal van 234.960 ha, wat overeenkomt met een opbrengst van 5,26 t/ha. België en Nederland rapporteerden geen productie.